# Дрічна
Дрічна (словац. Driečna) — колишнє село в Словаччині, з 1965 року є складовою частиною села Владича на території Стропківського округу Пряшівського краю. Розташоване на півночі східної Словаччини біля кордону з Польщею.

## Історія
Уперше згадується у 1618 році як Дрічна (Dricsna, Dricžna), пізніше поділена на Велику Дрічну (Шариська Дрічна) та Малу Дрічну (Земплинська Дрічна), у 1960 році об'єднані знов у одне село.

## Культурні пам'ятки
У селі є мурована греко-католицька церква святого Василія Великого з 1819 року в стилі класицизму, з 1963 року національна культурна пам'ятка та православна церква святих апостолів Петра і Павла з 20 століття.

## Населення
У селі проживає всього кілька пенсіонерів, хати мають функцію дач.
У 1880 році в селі проживало 248 осіб, з них 240 осіб вказало рідною мовою русинську, 242 греко-католиків, 6 юдеїв.